# Nola microphasma
Nola microphasma är en fjärilsart som beskrevs av Butler 1865. Nola microphasma ingår i släktet Nola och familjen trågspinnare. Inga underarter finns listade i Catalogue of Life.